# 芒廷維尤科勒尼
芒廷維尤科勒尼（英語：Mountain View Colony）是位於美國蒙大拿州黃石縣的普查規定居民點。

## 人口
根據2020年美國人口普查的數據，芒廷維尤科勒尼的面積為0.74平方千米，皆為陸地。當地共有人口125人，而人口密度為每平方千米168.92人。